# Artur Ostrowski
Artur Ostrowski (Piotrków Trybunalski; 29 de Agosto de 1968 — ) é um político da Polónia. Ele foi eleito para a Sejm em 25 de Setembro de 2005 com 7043 votos em 10 no distrito de Piotrków Trybunalski, candidato pelas listas do partido Sojusz Lewicy Demokratycznej.